# Pocrí (Coclé)
Pocrí è un comune (corregimiento) della Repubblica di Panama situato nel distretto di Aguadulce, provincia di Coclé. Si estende su una superficie di 22,5 km² e conta una popolazione di 12.881 abitanti (censimento 2010).